# Skamania County
Skamania County ist ein County im Bundesstaat Washington der Vereinigten Staaten. Das U.S. Census Bureau hat bei der Volkszählung 2020 eine Einwohnerzahl von 12.036 ermittelt. Der Verwaltungssitz (County Seat) ist Stevenson. Zum County gehört das Carson River Valley.

## Geographie
Das County hat eine Fläche von 4361 Quadratkilometern; davon sind 71 Quadratkilometer (1,63 Prozent) Wasserfläche.
Im County liegt der Vulkan Mount St. Helens, der bekannteste Vulkan in den Vereinigten Staaten. Er ist seit dem 18. Mai 1980 2549 m hoch. Vorher betrug seine Höhe 2950 m.

## Demografische Daten

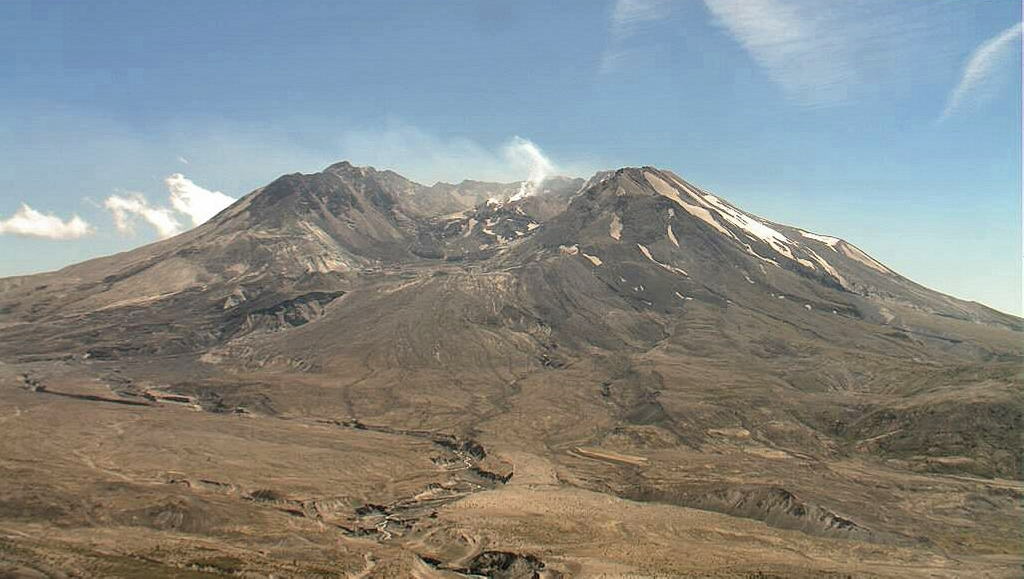
Der Mount St. Helens

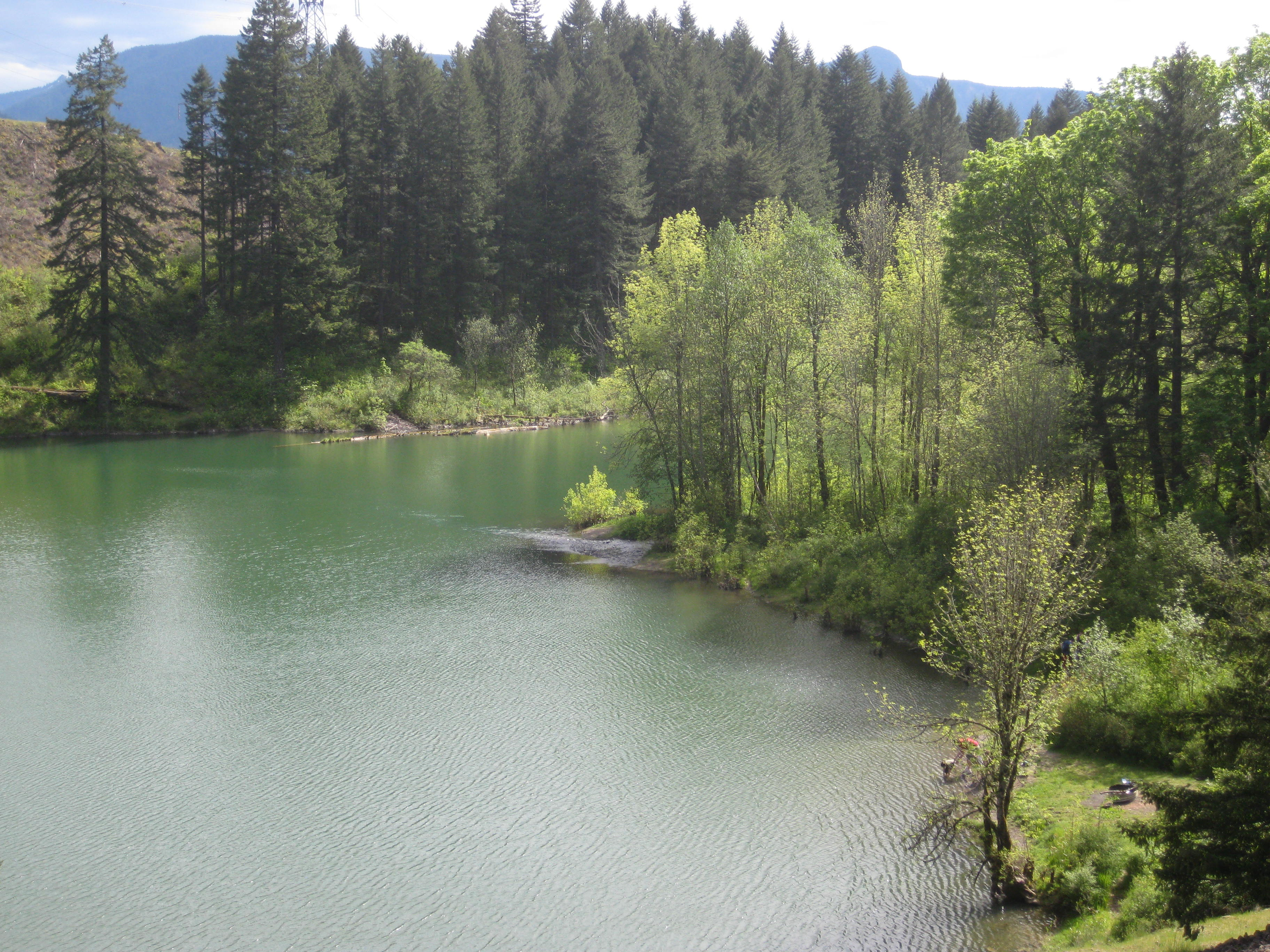
Der Gillette Lake

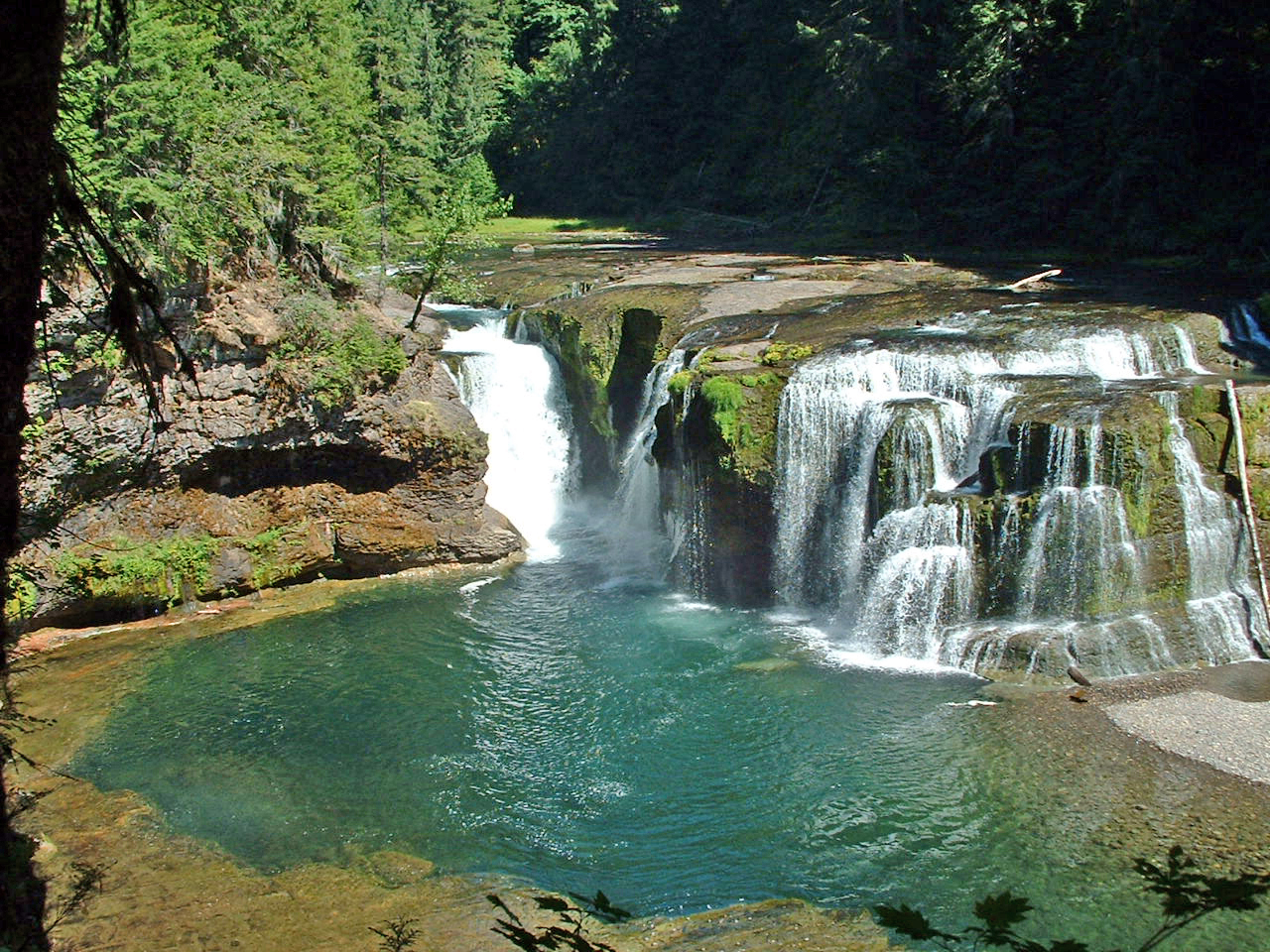
Die Lower Lewis Falls

Nach der Volkszählung im Jahr 2000 lebten im County 9.872 Menschen. Es gab 3.755 Haushalte und 275.617 Familien. Die Bevölkerungsdichte betrug 2 Einwohner pro Quadratkilometer. Ethnisch betrachtet setzte sich die Bevölkerung zusammen aus 92,11 % Weißen, 0,30 % Afroamerikanern, 2,20 % amerikanischen Ureinwohnern, 0,54 % Asiaten, 0,17 % Bewohnern aus dem pazifischen Inselraum und 2,43 % aus anderen ethnischen Gruppen; 2,25 % stammten von zwei oder mehr ethnischen Gruppen ab. 4,03 % der Bevölkerung waren spanischer oder lateinamerikanischer Abstammung.
Von den 3.755 Haushalten hatten 34,00 % Kinder und Jugendliche unter 18 Jahre, die bei ihnen lebten. 60,50 % waren verheiratete, zusammenlebende Paare, 8,20 % waren allein erziehende Mütter. 26,60 % waren keine Familien. 21,10 % waren Singlehaushalte und in 6,60 % lebten Menschen im Alter von 65 Jahren oder darüber. Die Durchschnittshaushaltsgröße betrug 2,61 und die durchschnittliche Familiengröße lag bei 3,02 Personen.
Auf das gesamte County bezogen setzte sich die Bevölkerung zusammen aus 26,60 % Einwohnern unter 18 Jahren, 6,70 % zwischen 18 und 24 Jahren, 28,60 % zwischen 25 und 44 Jahren, 27,10 % zwischen 45 und 64 Jahren und 11,00 % waren 65 Jahre alt oder darüber. Das Durchschnittsalter betrug 39 Jahre. Auf 100 weibliche Personen kamen 101,30 männliche Personen, auf 100 Frauen im Alter ab 18 Jahren kamen statistisch 99,40 Männer.

Das jährliche Durchschnittseinkommen eines Haushalts betrug 39.317 USD, das Durchschnittseinkommen der Familien betrug 44.586 USD. Männer hatten ein Durchschnittseinkommen von 36.732 USD, Frauen 25.130 USD. Das Prokopfeinkommen betrug 18.002 USD. 13,10 % der Bevölkerung und 10,00 % der Familien lebten unterhalb der Armutsgrenze. 18,10 % davon waren unter 18 Jahre und 7,90 % waren 65 Jahre oder älter.